# 维尔格罗特重排反应
Willgerodt重排反应（Willgerodt rearrangement），又称Willgerodt反应（Willgerodt reaction），以 Conrad Willgerodt 的名字命名。
芳基烃基酮用多硫化铵处理，转化为相应的酰胺类。
反应的副产物为羧酸。烃基为脂肪链时（n一般为0～5），反应重复发生，最终酰胺基迁移至链端。
例如，苯乙酮用硫、浓氨水和吡啶处理，转变为苯乙酰胺和苯乙酸。

## Willgerodt-Kindler反应
以单质硫和胺（如吗啉）作为试剂，首先得到硫代酰胺，水解后得到相应的酰胺。

## 反应机理
Kindler 变体的一个可能机理见下图。
首先羰基化合物与胺缩合为烯胺，然后烯胺发生烷化，再经成环、重排和水解得到最终产物。 